# Lectorium Rosicrucianum
A Lectorium Rosicrucianum (LRC, alapítás dátuma: 1946. november 25.) egy olyan új vallási mozgalom, mely önmagát az ezoterikus kereszténység nemzetközi szellemi iskolájának tartja. A keresztény-hermészi gnoszticizmus egy olyan modern formáját tanítja, mely az Egyetemes Tanra épül, különös tekintettel a kathar-grál misztériumokra, melyet alkímiai elemekkel ötvöz. Ma mintegy 15.000 tagot számlálnak és megtalálhatók minden kontinensen: Európában, Észak- és Dél-Amerikában, Afrika számos országában, valamint Ausztráliában és Új-Zélandon is. Ázsiát Oroszország képviseli.
A Lectorium Rosicrucianum nevét a klasszikus rózsakereszt elnevezésből, avagy Christian Rosenkreuztól kölcsönzi, mely név egy bizonyos szellemi irányulásra vonatkozik. A rózsakeresztes név azt jelzi, hogy a krisztusi utat valaki a gyakorlatban be akarja járni. Ezért Christian a keresztnév, ami a rózsa megmunkálására irányul. A rózsa egy, az emberi szívben rejlő princípium. A rózsa kibontakoztatása Krisztus dicsőségében és erejében, valamint a klasszikus bölcsesség, az Egyetemes Tan útmutatói szerint, bárkit alkalmassá tesz arra, hogy elérje a nagy célt, a háromszoros emberi templom helyreállítását. Ezt az egész törekvést összefoglalhatjuk Christian Rosenkreuz nevével.

## Út a Lectoriumig

### Rosicrucian Fellowship
A két haarlemi illetőségű holland testvér, Jan Leene (1896-1968) és Zwier Willem (Wim) Leene (1892-1938) 1924 április-májusában csatlakozott a Max Heindel által 1909-ben alapított, oceansidei központú Rosicrucian Fellowship szervezetnek a "Het Genootschap Rozekruisers" ("Rózsakeresztes Társaság") nevű holland ágához. Ezt az amszterdami szervezetet az első időkben Agatha van Warendorp-Zegwaard (1882-1970) vezette, aki a holland szervezetet alapította és aki a Leene testvérek angol nyelvtanára is volt.
Eleinte Warendorp asszony amszterdami házában találkozgattak Heindel tanának követői, azonban: „Szoba-ezotéria és kellemes tea-estek nem lehettek elegendők a lángokban álló világ szolgálatára és ideáljuk közelebb hozatalára.” Ezért 1924-ben a Leene fivérek kb. 15 érdeklődővel kibéreltek egy házrészt Haarlemben, ahol berendezhettek egy kis templomot és előadásokat is tudtak tartani.
Az akkori haarlemi szervezet Bakenessergracht utcai központja ma a Lectorium székhelye.
Miközben a Leene testvérek a próbaidejüket töltötték, Agatha irányítása alatt könyvkiadót alapítottak, havilapot indítottak és az 1920-as évek vége táján már négy holland központ működött Amszterdam, Hága, Haarlem és Baarn(en) városokban. A Leene testvérek 1925-től kezdődően fordításokat publikáltak, majd 1927-ben a haarlemi helyi szervezet megalapítása a testvérek közreműködésével történt meg, ahol decemberben már havilapot indítottak "Het Rozekruis" néven.

### Helyi hatalomátvétel
1929 decemberében Agatha kórházba került vesemedence-gyulladással és felépüléséig átadta az irányítást a Leene testvéreknek, mikor azonban a kórházból kiengedték, azzal szembesült, hogy nem adják neki vissza a szervezet vezetését. A testvérek és Agatha is Max Heindel özvegyéhez, Augusta Foss Heindelhez (1865-1949) fordult, aki végül úgy döntött, helyben hagyja a Leene testvérek hatalomátvételét. A szervezetben egyre növekedő feladataik miatt előbb Jan, majd Wim is felhagyott civil foglalkozásával és teljesen ezoterikus tevékenységeiknek szentelték magukat. A pénzügyi forrásokat 1933-tól a "Max Heindel Alapítványon" keresztül biztosították, melyet ők és a Fellowship hágai központját irányító C.L.J. Damme vezettek.
Már a Leene testvérek vezették a Rosicrucian Fellowship holland ágát, amikor 1930-ban Hendrikje Stok-Huizer (1902-1990) csatlakozott hozzájuk és megkezdődött közös szellemi "zarándoklatuk".

### Függetlenedés
A Fellowship szervezetét Heindel halála óta több belső válság is megrázta és egymással versengő részei alakultak ki, melyeket az özvegy Augusta Foss csak nagy nehézségek árán tudott összetartani. Az egyik "erőközpont" éppen a haarlemi központ volt, amely addigra már nagyfokú függetlenségre tett szert. Ilyen légkörben utazott C.L.J. Damme kiküldetésbe az oceansidei központba 1934 októberében. Onnan azzal az utasítással tért vissza, hogy minden holland tanítvány, illetve próbaidős tagjelölt jelenjen meg 1935. április 5-én a haarlemi központban, ahol ismertetni fogják a Fellowship elvárásait és lehetőség lesz az erre adott válasz ismertetésére. E békülési próbálkozás azonban nem járt sikerrel, mert már nagyon erős önállósulási törekvések vertek gyökeret Haarlemben. Januárban még csak azt írták az amerikai központnak, hogy "a holland központ alapítványa az első lépcsőfoka a Rosicrucian Fellowshiptől való decentralizációnak", addig márciusban már azt írták, hogy "a holland központnak az a megbízatása, hogy a nemzetközi szinten szétzilálódott Fellowshipet megmentse a pusztulástól. (...) Ezért az ezoterikus munka irányítása ideiglenesen Hollandiába kerül központosításra." A Rosicrucian Fellowship szempontjából ez gyakorlatilag "megszállást" jelentett, így innentől kezdve nem tekintették a haarlemi központot a Fellowship képviselőjének és ez "de facto" szakítást jelentett. A szakítás okaként Jan Leene a következőt adta meg:

„Amikor 1925-ben munkához láttunk, egy rózsakeresztes szervezetet találtunk, amelynek azonban csak az elnevezésében volt köze a rózsakeresztességhez. Az egész irányzat pusztán jógamódszerekből állt, az ennek megfelelő következményekkel. A mozgalom tele volt elutasító okkultistákkal, akik sosem tudtak ötről a hatra jutni, sőt inkább nagyon betegek voltak.”

– Jan Leene

1935 folyamán a Leene testvérek Londonba utaztak, ahol a Brit Nemzeti Könyvtárból számos XVII. századi rózsakeresztes dokumentumot és ún. manifesztumot (kiáltvány) kikölcsönöztek. Ezek a Fama Fraternitatis (A Szerzet hívása), a Confessio Fraternitatis (A Szerzet hitvallása), valamint a Chymische Hochzeit Christiani Rosencreutz anno1459. (Christian Rosenkreuz alkímiai menyegzője, 1459-es év). Ezeket 1936-ban holland nyelvre fordították és "M. könyve" néven kiadták. 
Kerestek ugyanis a klasszikus rózsakereszt szerzetével egy olyan, közvetlen kapcsolatot, mely a Fellowshipben nem állt még rendelkezésre. A Kiáltványok felfedezése komplett mandátumnak, kiapadhatatlan forrásnak bizonyult, melyből ettől fogva közvetlenül is tudtak meríteni. Mégis meg szerették volna osztani felfedezésüket a Fellowshippel, és ezzel együtt egy új irányvonalat mutatni. „Mikor 1935 elején Cor Damme elutazott, hogy a kapott tervezetet megbeszélje, kevés érdeklődés mutatkozott ott ez iránt. Ha Heindel még élt volna, felismerhette volna azt a tiszta indítékot, ami a három barátot hajtotta, egészen más lehetőségek adódtak volna. Csakhogy a fogadtatásnál az oceanside-iak ezekben a tervekben nem láttak mást, mint egy fiatal csoport forradalmárt, akik féktelenségükben szervezetet akartak alapítani. Ha Heindelné és a Board of Trustees felismerték volna, hogy Max Heindel barátai milyen hűséggel és tűzzel működnek közre, talán másként reagáltak volna. De az adott körülmények között a jelen helyzetben Cor Damme-nak azt a következtetést kellett levonnia, hogy a további együttműködés lehetetlen. Véleménye szerint hiányoztak a tényleges szellemi erők és az idősebb fivérekkel való közvetlen kapcsolat. Az oceanside-iaknak a holland csoport renitens forradalmárokból áll, akik a Heindel alatt keletkezett erős és nagyon ápolt összetartozást összetörték.”
1935. szeptember 25-én hivatalosan is (a holland közigazgatás által kiállított engedéllyel) megalakult a most már független szervezetük és a holland tagok nagy része a haarlemi központtal tartott. Ettől fogva az újonnan kiadott könyveket már nem a Fellowship emblémája díszítette, hanem azokat a Merkúr jelével, CRC vérpecsétjével látták el.
1934-40-ig nyári táborokat, turnusonként egy hetes nyári iskolát tartottak De Haere területén, melyet megvásároltak. Ez ma az Ifjúsági Mű központja, Noverosa.
1938-ban szívelégtelenség következtében hirtelen elhunyt az idősebb Leene testvér, Zwier Willem Leene. Helyét Hendrikje Stok-Huizer vette át a szervezet vezetésében, aki már eddig is Jan Leene legközelebbi munkatársa volt.

### Név-változatok
1935 folyamán a régi, Fellowshiptől örökölt "Het Rozekruisers Genootschap" ("Rózsakeresztes Közösség") néven kezdték meg önálló működésüket. Heindelné asszony nem terelte jogi útra a megtévesztő névhasználat kérdését, így az máig a Lectorium külső körének hivatalos elnevezése Hollandiában. Ennek ellenére nézetkülönbség volt abban, hogy milyen néven működjenek tovább. A második világháború alatt a náci rezsim betiltotta a működésüket, sok tagot (köztük Rijckenborghot is) letartóztattak, és több zsidó származású tanuló koncentrációs táborban hunyt el.
„1944 elejétől a munkatársak egyikének sikerült a megszállók egyetértését kivívnia, hogy egyházi szervezetként tovább dolgozhassanak „Új vallási irányulás” néven. Ezért alapították a „Gondolkodó ember evangelizációja” nevű egyesületet. Ez az istentiszteletnek egy olyan ártalmatlan formája volt, amit a megszállók sem kifogásoltak. Ebben az évben még egy hetilapot is kiadhattak. Ez a kiadvány 1944-47-ig Nieuw Religieuse Orientering (Új vallási irányulás) címen, rendszertelenül jelent meg, és ingyenes volt. Kiadó: „Gondolkodó ember evangelizációja”. 
A háború után újraindult a működésük és 1946-ra tisztult le két elnevezés: a Lectorium Rosicrucianum és az Arany Rózsakereszt Iskolája.
Jan Leene a háború idején választotta szerzői névként a "Jan van Rijckenborgh"-ot, ezen kívül még "John Twine" írói néven is publikált, melyekre főként az illegalitás miatt volt szükség eleinte, majd később védjegyévé vált és állandósult a használata a "Jan van Rijckenborgh"-nak.
A fentiek fényében érdekes, hogy a Lectorium hivatalosan 1924. augusztus 24-ét ad meg alapítási dátumként, holott 1924 a Leene testvérek Rosicrucian Fellowshipbe való belépésének az éve.
„A hollandiai Mű 1924. szeptember 9-től van dátumozva. Ezen a napon lépett a Hold a Vízöntő jelébe.” – írta Rijckenborgh 1936-ban. Szigorúan véve a szervezet alapításának csak az 1935. szeptember 25-i hatósági engedély hatályba lépése lenne tekinthető.

## Lectorium Rosicrucianum

### Katár impulzus
Jan van Rijckenborgh és Hendrikje Stok-Huizer 1946-ban utazott először Dél-Franciaországba, Albi városába. Itt kapták első közvetlen megtapasztalásaikat a katárok szellemi örökségével kapcsolatosan. Valamint itt, a rózsakertben, Albiban formálódott meg a tudatukban egy belső iskola képe.Személyesen 1954. szeptember 1-jén találkoztak először az "utolsó katár", vagy a "Sabartez véne" néven ismert Antonin Gadal helytörténésszel. Itt alakult ki közös szellemi szemeik előtt a Szent Grál, a katár gnoszticizmus és a rózsakeresztesség három szellemi irányzatának összekapcsolódása a "Világosság Hármas Szövetségében". Ekkor kapta továbbá Henny Gadaltól a Catharose de Petri nevet is, mert egy régi katár (Esclarmonde de Foix) reinkarnációját vélte benne felismerni. Elismerésük jeleként meghívták őt a Renova-konferenciahelyre, ahol 1955 novemberében egy katár rítust is celebrált. Gadal ekkor átadta Jan van Rijckenborghnak „Nicetas” bogumil pátriárka nagymesteri pecsétjét, egy körben hét pentagramot, melyek a 7 gyülekezetet Ázsiában képviselték. 1957-ben Gadalt tették meg a Lectorium francia szervezetének vezetőjévé.
1981-től kezdve ötévente, 2012-ig tartottak ezen a helyen nemzetközi konferenciákat (Ussat-konferenciák), melyeken a 2000 fős résztvevői szám sem volt ritka. Az előadássorozatot Catharose de Petri hívta életre. Az utolsó három konferencia anyaga egybeszerkesztve, könyv formájában magyarul is megjelent. Peter Huijs: A világosság hármas szövetségének jegyében címen.

### Gyors bővülés
A második világháború után a Lectorium gyors növekedésnek indult nemzetközi szinten is. Ebben nem csak Rijckenborgh könyvei, de aktív előadótevékenysége is szerepet játszott. Mintegy negyven könyvet adott ki egymás után, melyek máig a Lectorium tanításainak alapját képezik. Ezeken túlmenő, "titkos" tanítások a szervezetben nem léteznek.
1946-ban megvásárolták az Elkerlyc nevű építészeti iskolát Lage Vuurscheban. Ez lett az első konferenciahelyük Renova (megújulás) néven, ahol 1951 dec. 21-én szentelhették fel az újonnan épített templomot.
A francia és a német helyi szervezet már az 1950-es években megalakult, melyet továbbiak követtek: Brazília, ahol már a háború előtt is léteztek kapcsolatok, majd hetedik tűztemplomként Svájc. 1963 és 1967 között Európa különböző városait érintő konferencia-sorozatot tartottak, melynek szerkesztett tartalmát a "Die Apokalypse der neuen Zeit" ("Az új idők apokalipszise") könyvsorozat formájában tették közzé.

### Utódlási krízis
A szellemi vezetők még életükben meghatározták utódaikat. Catharose de Petrit egy hét főből álló szellemi vezetőség követte volna. Jan van Rijckenborgh, aki hamarabb, 1968-ban hunyt el, utódjaként fiát Hendrik "Henk" Leene-t jelölte meg. Ő radikális reformokat kívánt bevezetni, melyek kevesebb vallásosságról és az egyén nagyfokú szabadságáról szóltak. E törekvései komoly belső nézeteltérésekhez vezettek a csoportban, melyekben végül alulmaradt és 1969-ben - kilépve az apja által alapított és felépített szervezetből - új mozgalmat alapított "Siva Ezoterikus Közössége" néven és Franciaországba költözött. Rijckenborgh halála előtt egy hónappal azonban ezt a döntését visszavonta, és fiát a hetek csoportjához egyenrangú tagként csatolta. Bár De Petri asszony még élt, mégis ez a csoport vette át a szervezeti vezetést a nagymester halála után. Catharose de Petri őket egészen 1990-ig, haláláig segítette iránymutatásaival. 

## Jelentős támogató
1984-ben, az akkor már a Lectorium vezetőségi tagja, a holland nagyiparos és műgyűjtő Joost Ritman megnyitotta a nyilvánosság számára az amszterdami székhelyű Bibliotheca Philosophica Hermetica könyvtárt (közismert nevén "Ritman könyvtár"). A Lectorium Rosicrucianum közreműködésével jelentős ezoterikus archívum épült ki magában foglalva gnosztikus, rózsakeresztes, hermetikus, alkímiai könyveket, kéziratokat, továbbá egyéb szellemi irányzatok írásos dokumentumait a kora-újkorból. E könyvtár tartalma kutatható és tudományos kutatások eredményeit szimpóziumok formájában teszik közzé napjainkban is.

## A mai világszervezet
Nincs folytonosság az 1935-ös alapítású Lectorium Rosicrucianum és a középkori Rózsakeresztes Rend között. A szervezet több országban vallásként van bejegyezve és ahol ez jogilag lehetséges, "általában mindenhol törekszünk arra, hogy valamilyen egyházi szervezet formájában működjünk". A Lectorium vallásként működik például Spanyolországban, Olaszországban kiadó, illetve 2011. december 31-ig Magyarországon is államilag elismert vallási közösség volt. Hazánkban jelenleg "Lectorium Rosicrucianum Az Arany Rózsakereszt Nemzetközi Iskolája Egyesület" néven, egyházi tevékenységet folytató vallási egyesületként működik, székhelye a Komárom-Esztergom vármegyei Únyban van, ahol konferenciaközpontjuk is működik.
Világszerte mintegy 15.000 tagot számlál a szervezet, melyből Európa 8000 fővel képviselteti magát. A legelső Hollandián kívüli helyi szervezet a németországi volt 1949-ben, mely ma mintegy 2.500 taggal rendelkezik. A kelet-európai országok közül Magyarországon 1989-ben az elsők között alakult meg a Lectorium helyi szervezete egyházként, létszáma 2012-ben mintegy 600-700 főt tett ki.

### Vezetés
A Lectorium "spirituális vezetését" a mai napig Jan van Rijckenborgh és Catharose de Petri alkotják, melynek spirituális okot tulajdonítanak. Úgy tartják róluk ugyanis, hogy küldöttek voltak, a Misztikus Rózsa Szerzetének tagjai.
A kezdetekben mind a szellemi, mind a szervezeti irányítás Wim és Jan Leene (Rijckenborgh), majd Catharose de Petri kezében összpontosult. 1970. március 22-től kezdődően egy először héttagú, de napjainkban már változó összetételű "Nemzetközi Szellemi Vezetőség" irányítja a LRC működését. Munkájukat régiós elnökségek és országos vezetőségek segítik. A szervezeti irányítás központosított, demokratikus elemekkel, mert a szellemi vezetés a Merkúr-bot, a Caduceus helyreállításán alapul, valójában dialógus. Ez egy lefelé áramló szellemi, valamint egy felfelé törekvő lelki áramlatot takar, melyek együtt egy magasabb létvalóságot jelenítenek meg.

### Könyvkiadás
A Lectoriumnak saját könyvkiadója van, mely Hollandiában "Rozekruis Pers" néven működik. Ők adják ki az alapítók saját írásait, fordításait, a szervezet szellemi irányvonalaihoz kapcsolódó írók könyveit, valamint korábban a "Pentagram" című folyóiratot, napjainkban pedig a LOGON nevű online magazint. A szervezet magyar nyelven megjelent könyveit is eleinte ez a kiadó adta ki.
Únyban van a központja a Lectoriumhoz kötődő "Aquarius Kulturális Alapítvány"-nak, mely könyvkiadással, továbbá az "Aquarius Kincsei" elektronikus folyóirat terjesztésével és a kapcsolódó internetes oldalak üzemeltetésével foglalkozik.

### Tagsági szintek
A hétszeres Iskola szervezeti tagságának három fő fokozata létezik:
Előudvar (Külső Iskola) - az Ifjúsági Művel, a tagsággal és a tanulókkal (1-2. nézet)
Sanctum (Belső Iskola) - a Magasabb Tudat Iskolájával (3. nézet), az Eklézsiával és a Grál Közösséggel (4. nézet)
A Sanctum Sanctorum misztériumiskolaként, a Belső Fokok Közösségeként ismert, az 5. nézet, a 6. és a 7. nézetbe való felmenetel Arany Feje, a tudatos kapcsolat az eredeti emberiség életterületével.

## Tanítások
A Lectorium Rosicrucianum saját magát "Gnosztikus Szellemi Iskolaként" határozza meg. Ez a két természetrend tanára utal, mely alapvetően megkülönböztet egy isteni, Felső Világot, ahonnan az Alsó Világba buktak le a lelkek. Ezt a földi világot teremtette Demiurgosz, a földi „Teremtő”. (l. Fülöp Evangéliuma, Nag-Hammadi lelet.) Tanításaik központi eleme az ún. "transzfiguráció", továbbá az az elképzelés, hogy az alapvetően több dimenziós ember lényének alapja egy halhatatlan szellemi szikra, mely egy új mikrokozmosz kovásza. Az ember, mint mikrokozmosz sorsa, hogy visszataláljon eredeti, isteni természetéhez, amikor is túllép a múló világon, és a tér és idő által behatárolt háromdimenziós tudatállapotának korlátain egy múlhatatlan, szellemi világba. E folyamat során a halandó ember szellemi betekintést kap saját halandósága természetébe, és magasabb öntudatra tesz szert. Az ember halhatatlan szellemi szikrája a "Rózsa". A transzfiguráció során fel kell ébrednie az emberben a "belső Krisztusnak", az ebben megnyilvánuló Krisztus-erő az a "Megváltó", mely összekapcsolja (Re-ligio) az embert az élet ősforrásával, ahova az vissza akar térni.
Ebben a folyamatban nem szabad médiumi, okkult, asztrológiai praxisra hagyatkozni, illetve e- természet szerinti mágiára (yoga). Csakis és kizárólag az eredeti szellemi fényszikrából kiinduló szív-kundalíni felébresztésére, mely a gnosztikus mágia alapja. Krisztusról ennek szellemében azt tanítják, hogy a csupán a természet szerinti, a Jézus-alak az, mely kereszthalált szenvedett, magát a Krisztus-lényt, a Megváltót, azonban ez nem érintette. Ennek bizonyítéka a Feltámadás. Krisztus valódi szenvedése abban állt, hogy tanítását nem sokan értették meg. „Elvész az én népem…” A történelmi Jézus az esszénusok tanítványa volt.
Krisztus újra-eljövetele szerintük éterikus formában következik be, a Vigasztaló maga a Vízöntő-korszakban közvetlenül asszimilálható közvetítő, a tűz-éter, ami a „bor”.

## Fordítás
- Ez a szócikk részben vagy egészben  a   Lectorium Rosicrucianum című angol Wikipédia-szócikk fordításán alapul.  Az eredeti cikk szerkesztőit annak laptörténete sorolja fel. Ez a jelzés csupán a megfogalmazás eredetét és a szerzői jogokat jelzi, nem szolgál a cikkben szereplő információk forrásmegjelöléseként.
- A szócikk fő forrásai emellett a Lamprecht-féle kézikönyv, valamint Peter Huijs művei (lásd Források) és a magyarországi Lectorium Rosicrucianum elsőkézből jövő információi.